# The Ideal Sponger Life
The Ideal Sponger Life (яп. 理想のヒモ生活 Рисо: но Химо Сэйкацу) — ранобэ авторства Цунэхико Ватанабэ с иллюстрациями Дзю Аякуры, выпускающееся издательством Shufunotomo под лейблом Hero Bunko с 28 сентября 2012 года. Первоначально публикация серии стартовала в июне 2011 года на онлайн-ресурсе Shousetsuka ni Narou как любительский проект. В мае 2019 года общее число проданных копий всех книг превысило 130 тысяч экземпляров. За пределами Японии серия была лицензирована компанией Chingwin Publishing Group для распространения на территории Китайской Республики.
На основе сюжета оригинального произведения с 2017 года в журнале Young Ace издательства Kadokawa Shoten публикуется манга-адаптация работы, подготовленная мангакой Нэко Хиноцуки. В периоды выпуска танкобонов манга попадала в двадцатку лидеров рейтинга текущих продаж в Японии. В других странах адаптация была лицензирована Kadokawa Taiwan и Seven Seas Entertainment в Китайской Республике и Северной Америке, соответственно.

## Сюжет
В один из выходных дней молодой сарариман Дзэндзиро Ямай, неожиданно для себя, переносится в иной мир. Виновницей этого происшествия оказывается правительница королевства Капуя по имени Аура, решившая призвать Дзэндзиро с целью выйти за него замуж и сделать его принцем-консортом. Выясняется, что сам молодой человек является дальним потомком представителей королевской династии Капуи, в которой по наследству передаются магические способности. Аура объяснила герою, что остановила свой выбор на Дзэндзиро именно из желания сохранить в их возможном потомстве мощный магический потенциал. Это предложение кажется герою подозрительно заманчивым, и, согласившись на него, Дзэндзиро начинает свою жизнь в новом мире и непривычном для себя статусе, окунувшись в принесённые ею радости и заботы.

## Критика
Согласно рецензии на манга-адаптацию обозревателя Anime News Network Терона Мартина, сюжет произведения соответствует жанру исэкай, хоть и отличается от сходных работ тем, что в нём оба главных героя являются взрослыми людьми. По мнению критика, история «впечатляет своим вниманием к деталям», в особенности в плане применения технологий мира Дзэндзиро к альтернативной реальности, в которой он оказался. Мартин отметил ограниченное использование этти-фансервиса в работе, поскольку он ограничивается акцентом на кливидж Ауры, и даже при изображении сцены брачной ночи мангаке удалось добиться баланса между сексуальностью и вкусом без прямой демонстрации наготы. Критик в качестве недостатка указал на отсутствие какого-либо доминирующего направления в дизайне отдельных персонажей и элементов мира: часть из них отсылает к стилистике Ближнего Востока, а другие — к европейской, составленной из различных исторических эпох. В целом же Мартин расценил данную мангу как приятную для чтения.